# Chesneya acaulis
Chesneya acaulis là một loài thực vật có hoa trong họ Đậu. Loài này được (Baker) Popov miêu tả khoa học đầu tiên.